# المجالد 2
غلاديايتر II (بالإنجليزية: Gladiator II) هو فيلم أكشن تاريخي ملحمي صدر عام 2024 من إخراج وإنتاج ريدلي سكوت وكتبه ديفيد سكاربا، استنادًا إلى قصة كتبها مع بيتر كرايغ. يُعد الفيلم بمثابة تكملة لفيلم غلاديايتر (2000)، وقد تم إنتاجه بواسطة سكوت فري بروداكشن وتوزيعه بواسطة باراماونت بيكتشرز. بطولة بول ميسكال، بيدرو باسكال، جوزيف كوين، فريد هيكينجر، ليئور راز، ديريك جاكوبي، كوني نيلسنو دنزل واشنطن. يعيد جاكوبي ونيلسون تمثيل أدوارهما من الفيلم الأول، مع استبدال ميسكال بسبنسر تريت كلارك. يلعب مسكال دور لوسيوس، ابن ماكسيموس ولوسيلا، الذي أصبح مصارعًا بعد غزو منزله من قبل الجيش الروماني بقيادة الجنرال ماركوس أكاسيوس. يسعى لوسيوس للانتقام من أكاكوس ويقاتل كمصارع من أجل ماكرينوس، العبد السابق الذي يخطط للإطاحة بالإمبراطورين جيتا وكاراكالا.
تم مناقشة تكملة لفيلم غلاديايتر في وقت مبكر من يونيو 2001، حيث كان من المقرر أن يعود ديفيد فرانزوني وجون لوجان ككاتبي سيناريو. على مدى السنوات القليلة التالية، قدم سكوت تحديثات عرضية، بما في ذلك المشاركة المحتملة للممثل الرئيسي للفيلم الأصلي، راسل كرو، إلى جانب أفكار مؤامرة حول الحياة الآخرة الرومانية وفترة زمنية تاريخية مختلفة. تم إيقاف التطوير عندما باعت شركة دريم ووركس حقوق الملكية إلى شركة باراماونت في عام 2006. تم الإعلان أخيرًا عن الفيلم في عام 2018، وتم اختيار ميسكال للدور الرئيسي في يناير 2023، مع سيناريو من تأليف سكاربا. ووقع بقية الممثلين على عقودهم خلال الأشهر القليلة التالية. تم تصوير الفيلم في الفترة ما بين يونيو 2023 ويناير 2024، مع توقف لمدة خمسة أشهر بسبب نزاعات العمل في هوليوود عام 2023.
تم عرض فيلم غلاديايتر II لأول مرة عالميًا في سيدني بأستراليا في 30 أكتوبر 2024، وتم إصداره في المملكة المتحدة في 15 نوفمبر، وسيتم إصداره في الولايات المتحدة في 22 نوفمبر. وقد تلقى الفيلم مراجعات إيجابية بشكل عام من النقاد وحقق إيرادات بلغت 87 مليون دولار. تتمة أخرى، غلاديايتر III، هي في المراحل الأولى من التطوير.

## قصة
بعد ستة عشر عامًا من وفاة ماكسيموس، يعيش اللاجئ  لوسيوس فيروس في نوميديا تحت الاسم المستعار "هانو"، مع زوجته أريشات. الجيش الروماني بقيادة الجنرال أكاسيوس يغزو نوميديا، ويستعبد لوسيوس ويقتل أريشات. من أجل الترويج للعبيد كمصارعين محتملين، قام الرومان بوضعهم في مواجهة قرود البابون البرية. يقتل لوشيوس قردًا بوحشية، مما يثير إعجاب مدير الإسطبل ماكرينوس. على الرغم من أن لوسيوس لا يريد أن يكون مصارعًا، إلا أن ماكرينوس يعده بفرصة قتل أكاسيوس إذا فاز بعدد كافٍ من المعارك.
عندما يعود أكاسيوس إلى روما، يقوم الإمبراطوران التوأم جيتا وكاراكالا بتنظيم ألعاب المصارعة في الكولوسيوم للاحتفال بانتصاره. على الرغم من أن أكاسيوس المحبط يطلب إجازة مع زوجته لوسيلا، ابنة الإمبراطور الراحل ماركوس أوريليوس (وحبيبة ماكسيموس السابقة)، فإن الأباطرة يرفضون، ويخططون بجشع لغزو بلاد فارس والهند .
يقوم السيناتور ثراكس بتنظيم حفلة للإمبراطور، وينظم مبارزة مصارعة (يفوز بها لوسيوس) كنوع من الترفيه. عندما حاول جيتا إجراء محادثة قصيرة مع لوسيوس، تلا عليه لوسيوس بازدراء الشعر الفيرجيلي ، وكشف أنه تلقى تعليمًا رومانيًا.
بعد مشاهدة لوسيوس ينسخ تكتيكات ماكسيموس في الكولوسيوم، أدركت لوسيلا أن لوسيوس هو ابنها المفقود منذ زمن طويل والوريث الإمبراطوري، الذي أرسلته بعيدًا لحمايته منذ سنوات عديدة. أثناء معركة بحرية في الكولوسيوم، يقود لوشيوس فريق ماكرينوس إلى النصر؛ وفي خضم الفوضى، يكاد يقتل أكاسيوس بقوس ونشاب. لوشيوس يرفض لوسيلا بغضب بعد المعركة. إنه يستاء من اضطراره إلى الفرار إلى الصحراء بينما كانت والدته تعيش في رفاهية، وهو مستاء لأن حبيبها الجديد تسبب في وفاة زوجته.
يعلم لوشيوس أن ماكرينوس وطبيب فريقه، رافي، كلاهما من العبيد السابقين الذين نالوا حريتهم في الكولوسيوم. ومع ذلك، فقد تعلموا دروسًا مختلفة من هذه التجربة. يعتقد رافي، الذي تزوج امرأة رومانية، أن روما يمكن أن تكون جمهورية متعددة الأعراق. يُظهر للوسيوس ضريح المصارعين إلى ماكسيموس، بطل الشعب، الذي يحفظ معدات ماكسيموس. على النقيض من ذلك، يحاول ماكرينوس استعادة سلطته من خلال تجميع السلطة داخل الإمبراطورية ولا يرى أي تعارض بين كونه عبدًا محررًا واستعباد الآخرين.
تتآمر لوسيلا وأكاكيوس مع أعضاء مجلس الشيوخ ثريكس وجراكشوس للإطاحة بالإمبراطور واستعادة الجمهورية الرومانية . ويوافق أكاسياس أيضًا على إنقاذ لوسيوس من العبودية. ومع ذلك، يكشف ثراكس الخطة إلى دائنه ماكرينوس، الذي يبلغ الأباطرة. يتم القبض على الزوجين بتهمة الخيانة، ويتم تعيين ماكرينوس مستشارًا إمبراطوريًا.
ماكرينوس يكلف لوسيوس بقتل أكاسيوس في الساحة؛ لكن لوسيوس يرفض إعدامه. على أية حال، تقوم الشرطة بإعدام أكاسيوس، مما دفع عامة الناس إلى إثارة الشغب. عندما يتساءل ماكرينوس عن سبب تغير رأي لوسيوس، يجادله لوسيوس بأن روما يمكن أن تكون مكانًا أفضل. يرد ماكرينوس بأن روما لا يمكن تحسينها، مما يعني أن لوسيوس يجب أن يهبط إلى مستواها من أجل البقاء. كما يسخر ماكرينوس من لوسيلا في زنزانتها، ويكشف أنه على الرغم من خطاب والدها المثالي، إلا أن ماركوس أوريليوس استعبد ماكرينوس نفاقًا. يتفاخر ماكرينوس بأنه سينتقم من روما من خلال أن يصبح الإمبراطور.
يخطط ماكرينوس للقضاء على السلالة الإمبراطورية . يتلاعب بكاراكلا ليقتل جيتا. بعد أن عين كاراكالا المجنون قرده الأليف قنصلاً ، أقنع ماكرينوس مجلس الشيوخ بالإطاحة به. كما أقنع ماكرينوس كاراكالا باستخدام لوسيلا كطعم في الكولوسيوم، مع وجود لوسيوس فقط للدفاع عنها ضد حشد من الأعداء. وبموجب خطته، سيتم ذبح لوسيوس ولوسيلا، مما سيؤدي إلى اندلاع أعمال شغب أخرى، والتي سيعمل مجلس الشيوخ على نزع فتيلها من خلال إعدام كاراكالا.
يتصالح لوسيوس ولوسيلا لهزيمة ماكرينوس. تخبر لوسيلا لوسيوس أنه ابن ماكسيموس وتهديه خاتم والدها، الذي كان مملوكًا سابقًا لمكسيموس وأكاكيوس. يرسل لوشيوس رافي بالخاتم للقاء فيالق أكاكوس خارج روما، طالباً المساعدة العسكرية. كما يحشد لوشيوس المصارعين للثورة ضد مستعبديهم. مسلحًا بدرع ماكسيموس والسيف، يقود المصارعين إلى الساحة، حيث يتغلبون على مهاجمي لوسيلا. ومع ذلك، ماكرينوس يقتل لوسيلا وكاراكالا من المدرجات. لوشيوس يهرب من المدينة.
تلتقي جيوش أكاكيوس وماكرينوس خارج روما. لتجنب المعركة، يتقاتل ماكرينوس ولوسيوس من أجل الإمبراطورية. على الرغم من أن ماكرينوس يكاد يقتل لوشيوس في النهر، إلا أن لوشيوس يستلهم من صوت والدته ويقتل ماكرينوس. يكشف عن هويته الحقيقية ويقنع الحرس البريتوري بالسماح له بالدخول إلى روما، حيث ينعى والديه في الكولوسيوم.

## طاقم التمثيل
- بول ميسكال بدور لوشيوس فيروس أوريليوس / "هانو": حفيد الإمبراطور السابق ماركوس أوريليوس وابن ماكسيموس ديسيموس ميريديوس، بطل الفيلم الأول.[6]بعد وفاة والده، أرسلته والدته لوسيلا بعيدًا عن روما عندما كان طفلاً لحمايته من القتلة. لم يلتقيا منذ حوالي 15 عامًا.[7]يعيش لوسيوس مع زوجته في نوميديا، ولكن الجيش الروماني أسره بعد أن غزوا منزله وقتلوا زوجته. تم بيعه كعبد ليصبح مصارعًا في الكولوسيوم. يسعى للانتقام من الرومان وجنرالهم أكاسيوس. قال سبنسر تريت كلارك، الذي لعب دور لوسيوس سابقًا، عن إعادة اختياره للدور: "يبدو الفيلم جيدًا للغاية، وسيقوم بول بعمل رائع... لقد سمعت أشياء رائعة عن الفيلم بالفعل.[8]
- بيدرو باسكال كجنرال أكاسيوس: جنرال في الجيش الروماني تدرب تحت قيادة ماكسيموس، زوج لوسيلا. ورغم أنه يعيش حياة مترفة في روما، فإنه يقضي معظم وقته بعيدًا في حملات عسكرية لصالح الأباطرة. يقود جيشًا للاستيلاء على نوميديا ويغزو منزل لوسيوس، لكنه يشعر بخيبة الأمل بسبب الحرب ولا يريد إرسال المزيد من الرجال للموت من أجل الأباطرة.[9]يتآمر أكاسيوس مع لوسيلا للإطاحة بالإمبراطور، ولكن يتم القبض عليه ويُضطر إلى القتال كمصارع في الكولوسيوم. وفقًا لباسكال، فهو "جنرال جيد جدًا، وهو ما قد يعني قاتلًا جيدًا جدًا"، ويمثل رمزًا لكل ما يكرهه لوسيوس.[10]
- كوني نيلسن بدور لوسيلا: والدة لوسيوس، عشيقة ماكسيموس السابقة، وابنة أوريليوس. أرسلت لوسيوس بعيدًا عن روما بعد وفاة ماكسيموس لحمايته من المنافسين على العرش الإمبراطوري. بعد وفاة ماكسيموس، تزوجت من أكاسيوس. شاهدت لوسيوس وهو يقاتل في الكولوسيوم لكنها في البداية لم تتعرف عليه باعتباره ابنها. بسبب شعبيتها بين أهل روما، فإنها موضع خوف واستغلال من قبل أصحاب السلطة، مثل الأباطرة.[11] نيلسن تستعيد دورها من الفيلم الأصلي.
- دينزل واشنطن بدور ماكرينوس (مستوحى بشكل فضفاض من الشخصية التاريخية ماركوس أوبيليوس ماكرينوس [12][13]):عبد سابق يخطط للسيطرة على روما. يحتفظ بمجموعة من المصارعين ويرشد لوسيوس. كما يعمل تاجر أسلحة، فيوفر الأسلحة والطعام والنفط للجيوش الرومانية في أوروبا. وصفه المخرج ريدلي سكوت بأنه "قاسٍ للغاية" مع المقاتلين في الحلبة، وأضاف واشنطن أنه "يريد أن يصبح إمبراطورًا وهو على استعداد لفعل أي شيء للوصول إلى هناك".[14] كما لاحظ سكوت أن ماكرينوس لديه "بريق" من ازدواجية الميول الجنسية، ووصفه بأنه رجل عصابات بدأ كسجين حرب، ثم أصبح مصارعًا،[15] على الرغم من أن ماكرينوس يذكر ميوله الجنسية المزدوجة في الفيلم، إلا أن مشهدًا يتضمن ماكرينوس يقبل رجلاً آخر تم حذفه من الفيلم.[16] أثار اختيار دينزل واشنطن انتقادات في الجزائر حيث أدان كثيرون "التبييض" لشخصية البربر التاريخية، زاعمين أن "ماكرينوس لم يكن من أصل أفريقي جنوب الصحراء الكبرى. هذه المراجعة التاريخية تمحو الهويات في شمال أفريقيا لفرض رؤية تبسيطية وغير صحيحة للتاريخ".[17][18]
- جوزيف كوين بدور الإمبراطور جيتا: الإمبراطور المشارك لروما إلى جانب شقيقه كاراكالا. وصف سكوت الثنائي بأنهما "سلعتان تالفتان منذ الولادة" وهما "أشبه بنسخة طبق الأصل من رومولوس وريموس"، مع مصدرين آخرين للإلهام وهما Beavis وButt-Head من الرسوم المتحركة للبالغين Beavis and Butt-Head على قناة إم تي في[19] كان كوين حريصًا على عدم نسخ أداء خواكين فينيكس لدور كومودوس من الفيلم الأصلي، واستلهم إلهامه من فيليب سيمور هوفمان لدور أوين دافيان في فيلم "مهمة مستحيلة 3" (2006) وغاري أولدمان لدور جان بابتيست إيمانويل زورج في فيلم "العنصر الخامس" (1997) لأداء شخصيته.[20] كان أحد مصادر الإلهام لإطلالة جيتا هو جون ليدون.
- فريد هيتشينغر بدور الإمبراطور كاراكالا: الإمبراطور المشارك لروما مع أخيه جيتا. لديه قرد أليف وهو أقل استقرارًا من أخيه بسبب التآكل الإدراكي في دماغه.[21] ناقش هيتشينجر مع سكوت كيفية إيجاد مصادر إلهام لبناء مظهر كاراكالا من سيد فيشوس،[22] مع وجود قرد كاراكالا الأليف كمصدر إلهام آخر لـ "السلوك المجنون" للشخصية. كما استلهم بشكل كبير من الجوكر.
- ليور راز بدور فيجو: مدرب المصارعين لدى ماكرينوس. فيجو، المصارع السابق، هو "الرجل القوي" الذي يرافق المصارعين إلى معاركهم.[23]
- ديريك جاكوبي بدور السيناتور جراكوس: عضو في مجلس الشيوخ الروماني يعارض الفساد المتزايد في البلاط الإمبراطوري. يستعيد جاكوبي دوره من الفيلم الأصلي.
- بيتر مينساه في دور يوغرطة: زعيم نوميدي أسود كان مرشدًا للوسيوس بعد نفي الأخير من روما، والذي استعبد معه فيما بعد وأجبر على أن يصبح مصارعًا.
- مات لوكاس بدور عريف الحفل: مذيع الخطاب العام في الكولوسيوم.
- ألكسندر كريم بدور رافي: مصارع سابق من الهند نال حريته ثم اختار أن يعمل طبيبًا للمقاتلين الجرحى.[24]
- تيم ماكنيرني بدور السيناتور ثريكس: عضو فاسد مدمن للمقامرة في مجلس الشيوخ الروماني يدين لماكرينوس بمبلغ هائل من المال.
- روري ماكان بدور تيجولا: قائد الحرس الإمبراطوري.
- يوفال جونين بدور أريشات: زوجة لوسيوس، وهي رامية ماهرة تُقتل أثناء الغزو الروماني لمنزلهم.
- أليك أوتجوف بدور داريوس: الرجل الثاني في قيادة أكاسيوس، والذي يجنده أكاسيوس لشن انقلاب ضد الأباطرة الفاسدين.
- يان جايل بدور بوستار.

### الجدل
الممثلة المصرية مي كلاماوي - الفلسطينية الذي كان من المقرر في الأصل أن يلعب دور "شخصية مهمة"، يظهر في الفيلم في دور خلفي غير ناطق وغير مذكور كرفيق ماكرينوس.  وربطت بعض المنشورات بين إغفالها والحرب الدائرة في غزة ودعمها لفلسطين في الصراع الإسرائيلي الفلسطيني.  في سيناريو التصوير، تم الكشف عن أن شخصيتها هي فورتونا، خادمة ماكرينوس التي أُجبرت على تنفيذ أوامره ضد إرادتها.

## روابط خارجية
- الموقع الرسمي
- مقالات تستعمل روابط فنية بلا صلة مع ويكي بيانات

## الملاحظات
1. ↑  As depicted in Gladiator (2000)